# Il principe e lo zar
Il principe e lo zar (in russo Сказка о царе Салтане?, Skazka o care Saltane) è un film d'animazione sovietico del 1984 diretto da Ivan Ivanov-Vano e Lev Mil'čin.
Pellicola sovietica tratta da La fiaba dello zar Saltan di Aleksandr Sergeevič Puškin.

## Trama
Uno Zar sposa la più giovane di tre sorelle, la quale gli dà un figlio. Le altre due, invidiose, fanno gettare madre e figlio in mare. Il Principe e la Zarina vengono trasportati su un'isolo dove un cigno magico concede al giovane dei desideri.

## Distribuzione
In Italia, film è stato distribuito in VHS nel 1987 dalla Deltavideo con il titolo Il principe e il cigno. Nel 1999 il film è stato trasmesso in tre episodi su Rai 3 con un secondo doppiaggio all'interno della serie americana Storie della mia infanzia, con il titolo Il principe, il cigno e lo zar.